# نازک‌مرغ بامندا
نازک‌مرغ بامندا (نام علمی: Apalis bamendae) نام یک گونه از سرده نازک‌مرغ است.